# Alady

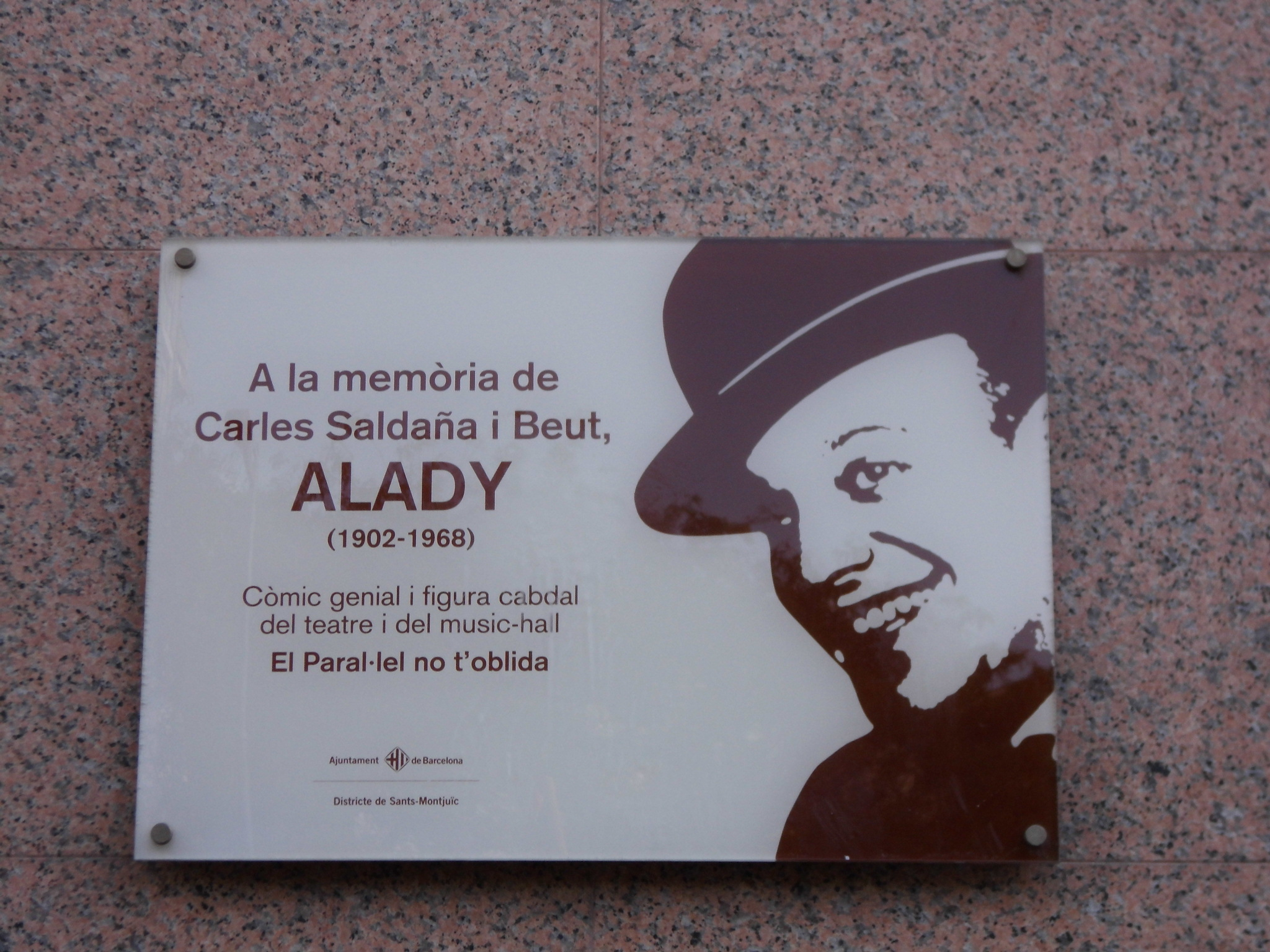
Placa conmemorativa dedicada al actor cómico Alady en la fachada del Teatro Apolo en la Avenida del Paralelo en Barcelona.

Carlos Saldaña Beut (en catalán: Carles Saldanya Beut; Valencia, 6 de octubre de 1902-Barcelona, 11 de septiembre de 1968), más conocido por el nombre artístico de Alady y también llamado El ganso del hongo, fue un actor cómico español surgido del famoso Paralelo de Barcelona, que incursionó en prácticamente todas las facetas de la actividad actoral como: teatro, circo, cine y radio.

## Biografía
Carlos Saldaña Beut nació en Valencia un 6 de octubre de 1902, hijo de padre aragonés y madre valenciana; su familia se mudó a Barcelona cuando tenía escasamente un año, ahí vivió el resto de su vida y siempre se consideró catalán. Para apoyar la economía familiar, desde pequeño trabajó como aprendiz de sombrerero, recadero, ayudante en una herrería y más tarde como botones en el Salón Japonés; fue en este último donde conoció a un prestidigitador que lo contrató como ayudante, con él que comenzó a trabajar en bares y cafés a finales de los años 1910. Poco después debutó como cómico en el Café del Comercio, posteriormente se presentó en el London Bar y más adelante en el Molino Rojo, donde montó una espectáculo de revista llamado «Lo mejor está dentro», con el que partió de gira.
Aunque autores como Julián Moreiro Prieto y Javier Barreiro afirman que el pintor y escritor Santiago Rusiñol le otorgó por esa época el apodo de Aladino, que más tarde y con algunas modificaciones se convirtió en su nombre artístico; en una entrevista con Luis de Góngora el propio Alady afirmó que fue el caricaturista Romà Bonet i Sintes quien lo bautizó con ese nombre. No obstante, en la publicidad de los espectáculos también le llamaban «El ganso del hongo».
Su regreso de la gira no fue exitoso; para el público barcelonés resultaba extraño que Carlos realizara sus actuaciones cómicas con la cara limpia, vestido de esmoquin y con un bombín, ya que los cómicos usualmente se pintaban como payasos y vestían de forma estrafalaria. Después de una pausa para realizar el servicio militar, regresó a sus actividades artísticas, primero en el «Folie Bergére», después en el Teatro Español y luego en Radio Barcelona. En 1926, el empresario Juan Carcellé lo llevó al Teatro Romea de Madrid y por vez primera en España bailó claqué, sin embargo permaneció poco tiempo en cartelera porque, nuevamente, debido a su imagen no logró conseguir la aceptación del público. Después de triunfar en Barcelona, regresó al Romea al lado de Conchita Piquer y tuvo esta vez una exitosa temporada, que más tarde refrendó junto a Ramper en el Teatro Fuencarral.
En la profesión, interpreta circo, teatro, cine, radio y televisión, consigue destacarse en el teatro Romea de Madrid junto a Laura Pinillos y José Álvarez "Lepe" y en los teatros de la Avenida del Paralelo de Barcelona en el género de la comedia musical y la revista en el que permanecerá durante más de treinta años, siendo tan popular que antes de la guerra protagonizó películas tales como El tren de las 8:45, El paraíso recobrado (compartiendo protagonismo con José Álvarez "Lepe"), o 60 horas de vuelo. Al retirarse de la escena en los años cincuenta se convierte en poseedor de un famoso bar de cómicos en Barcelona. En sus últimos años participó en programas televisivos y tuvo papeles secundarios en algunas películas. 
En la década de 1950, el Music hall alcanza su mayor éxito en los teatros del Paralelo y entre los espectáculos destacaban las revistas del productor Joaquin Gasa, que tenía contratos de exclusividad con Alady y Mary Santpere y los repitió en muchas de las obras que presentó en el Teatro Apolo, el Teatro Victoria y el Teatro Cómico. Llegaron a destacar tanto que fueron llamados la reina y el rey del Paralelo.
En 1965, publicó su autobiografía en catalán titulada Rialles, llagrimes i vedettes. Memories de Alady (Risas, lágrimas y vedettes. Memorias de Alady), donde narra las experiencias y anécdotas de sus años de vida artística. En sus últimos años dejó de viajar con las compañías teatrales y hubo de atenerse al trabajo que podía conseguir en la ciudad de Barcelona. Dedicó también parte de su tiempo a recabar fondos para proveer de una gratificación navideña a los ancianos actores retirados que no tenían derecho a la seguridad social, así como a promover la creación de «La casa del artista anciano», proyecto que dejó inconcluso.
Alady falleció el 12 de septiembre de 1968 en la ciudad de Barcelona. A sus servicios funerarios asistieron numerosas personalidades del medio artístico y público en general, estimándose que más de 4000 personas abarrotaron la iglesia donde se ofreció la misa de cuerpo presente. Meses después de su muerte, el ayuntamiento de Barcelona, en homenaje a su memoria, tomó la decisión de nombrar en su honor la calle que daba acceso al Teatro Cómico.

## Filmografía
| Año  | Título                                | Personaje                         | Dirección                                  |
| ---- | ------------------------------------- | --------------------------------- | ------------------------------------------ |
| 1930 | El amor solfeando                     | El Portero                        | Robert Florey, Armand Guerra y Florián Rey |
| 1933 | Boliche                               | El Sargento                       | Francisco Elías                            |
| 1934 | Viva la vida                          |                                   | José María Castellví                       |
| 1934 | Tren de las 8:47                      |                                   | Raymond Chevalier                          |
| 1935 | Sesenta horas en el cielo             |                                   | Raymond Chevalier                          |
| 1936 | El paraíso recobrado                  |                                   | Xavier Güell                               |
| 1936 | Don Viudo de Rodríguez (cortometraje) |                                   | Jerónimo Mihura                            |
| 1936 | Nuevos ideales                        |                                   | Salvador de Alberich                       |
| 1941 | La madre guapa                        |                                   | Félix de Pomés                             |
| 1947 | La muralla feliz                      | Bernardo López, agente de seguros | Enrique Herreros                           |
| 1951 | Esa pareja feliz                      | Técnico                           | Juan Antonio Bardem y Luis García Berlanga |
| 1958 | El fotogénico                         |                                   | Pedro Lazaga                               |
| 1961 | Las estrellas                         | Isidro, el taxista                | Miguel Lluch                               |
| 1961 | Juventud a la intemperie              | Taxista                           | Ignacio F. Iquino                          |
| 1964 | Un rincón para querernos              | Ramón                             | Ignacio F. Iquino                          |
| 1966 | La tía de Carlos en mini-falda        |                                   | Augusto Fenollar y Ignacio F. Iquino       |
| 1968 | La 'mini' tía                         | Aguilar                           | Ignacio F. Iquino                          |
| 1968 | El Baldiri de la costa                | Sala                              | José María Font-Espina                     |
| 1968 | La viudita ye-yé                      | Rufino                            | Juan Bosch                                 |